# Romschlösschen

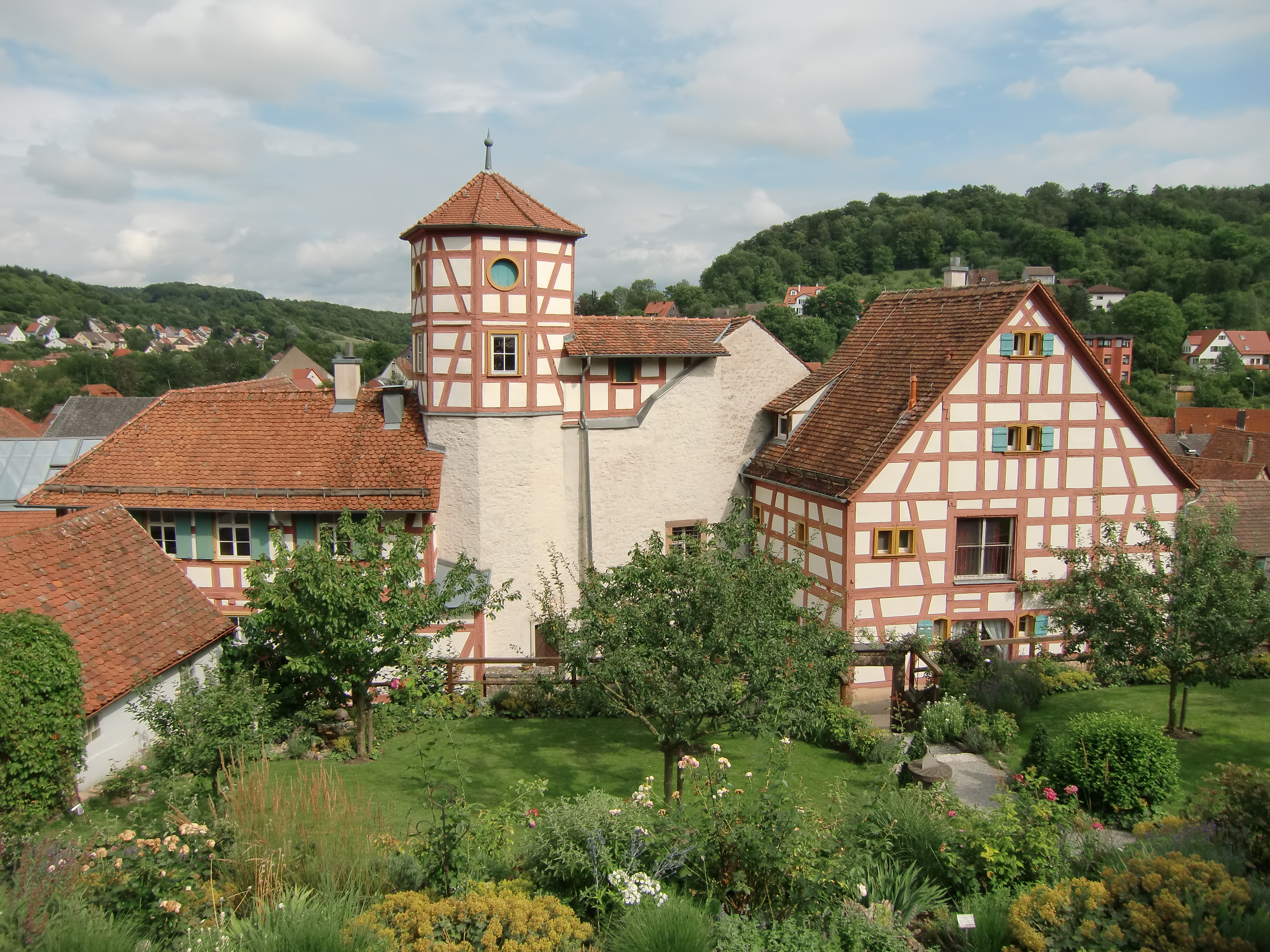
Romschlösschen mit Rosengarten in Creglingen

Das Romschlösschen, auch Romschloss und umgangssprachlich Romschlössle oder Romschlößle, ist ein ehemaliges Schloss in Creglingen im Main-Tauber-Kreis in Baden-Württemberg. Das Romschlösschen wird heute als Kulturzentrum genutzt.

## Geschichte
Das Romschlössle wurde im Jahre 1589 auf älteren Mauerresten errichtet und diente einst als Adelssitz. Von 1694 bis 1791 wurde das Romschlössle als Kastenamt genutzt. Von 1992 bis 1994 erfolgte eine Sanierung des Schlosses. Der Rosengarten mit Pavillon wurde 2004 restauriert. Bei der Anlage handelt sich um einen dreigeschossigen Fachwerkbau auf einem Steinsockel mit dreifach terrassierter Gartenanlage von 1767 mit einem Rosengarten, der historische, essbare Duftrosen und Wildrosen enthält, sowie einem Pavillon. Zahlreiche Gräser und Stauden, Gehölze, Obstbäume wie auch ein Kräutergarten direkt neben dem Pavillon befinden sich in dem historische Gartengelände, dass den ehemaligen Zwinger ausfüllt.